# Corophium denticulatum
Corophium denticulatum is een vlokreeftensoort uit de familie van de Corophiidae. De wetenschappelijke naam van de soort is voor het eerst geldig gepubliceerd in 1995 door Ren.